# Кімната-музей Богдана Лепкого
Із початком нового українського відродження у 1990 році з ініціативи Всеукраїнського товариства української мови імені Тараса Шевченка (Богдан Савка, Богдан Зарембський, Орест Савка) та голови місцевого осередку Павла Джуля було закладено символічний камінь під пам'ятник Богдану Лепкому у селі.
16 липня 1991 року в Крогулецькій загальноосвітній школі І-ІІ ступенів відкрито кімнату-музей Б.Лепкого за сприяння племінника Б. Лепкого, доктора Романа Смика із США( Додаток 6 ). Збір та оформлення експонатів розпочато в  1988 році.  З основного фонду зібрано  10 тисяч експонатів (оригіналів та ксерокопій) та 5 тисяч допоміжного.
Експозиції у музеї розміщено тематично за розділами:
I - «Казка мойого життя. Крогулець - Бережани».
II - «Життя і творчість Б.Лепкого у Кракові».
III - «Повернення Богдана Лепкого».
В музеї створено секції:
- збирачів (матеріалів преси про життєвий і творчий шлях Богдана Лепкого);
- листування (з рідними, знайомими Б.Лепкого, з дослідниками-письменниками, вченими, літературознавцями про життя і творчість земляка);
- оформлювачі (альбомів, виставок, стендів, випуск газет, бюлетнів, присвячених Б.Лепкому, його сім'ї);
- літературно-музична (пропаганда творчості Б.Лепкого через літературно-музичні  композиції,  літературні вечори, ранки, тематичні інформаційно-просвітницькі години);
- екскурсоводів.

Екскурсії проводяться щоденно з 9 до 15 години (крім суботи та неділі):
1. Оглядова екскурсія по життєвому і творчому шляху Б.Лепкого.
2. Тематичні екскурсії:

- Родовід Лепких. Сторінки життя.
- Багатство поетичної спадщини Б. Лепкого.
- Мала проза Б. Лепкого.
- Історична тематика в творчості Б.Лепкого.
- Музика в сім'ї Лепких.
- Лепкий між історією і політикою.
- Б. Лепкий — літературознавець.
- Б.Лепкий в національній школі.

На базі музею проводиться велика пошукова, науково дослідницька, інформаційно - просвітницька робота. Музей щорічно приймає сотні відвідувачів з різних сіл району, області, України, з Америки, Канади, студентів з Німеччини.